# Koizora (film)
Koizora (恋空?), noto anche con il titolo inglese Sky of Love e in italiano Cielo d'amore, è un film del 2007 diretto da Imai Natsuki.
Il film è basato sull'omonima cell phone novel del 2005. Precede di un anno il dorama di 6 episodi dallo stesso titolo, Koizora.

## Trama
Mika, studentessa del primo anno di liceo, un giorno perde il suo telefonino; lo ritrova più tardi nella biblioteca della scuola seguendone lo squillo fattogli da uno sconosciuto. Per tutta l'estate Mika e il suo interlocutore misterioso continuano a parlare in questo modo, fino a che non decidono di incontrarsi di persona appena ricominciate le lezioni. L'interlocutore si rivela così essere Hiro, un ragazzo che, alla prima apparenza, non si dimostra essere molto affidabile (ha i capelli tinti, oltretutto)
Siccome Mika non crede sia lui la persona gentile ed affabile con cui ha chiacchierato per mesi, Hiro, per provarle la sua identità, le mostra una foto del cielo attraversato dalla scia di un aereo che lei gli aveva mandato tempo addietro. Cominciano a frequentarsi, conosce i suoi amici e la sorella e viene a sapere che aveva una ragazza di nome Saki; il ragazzo la rassicura dicendole che ha rotto definitivamente con lei. Un giorno a casa di lui hanno un rapporto sessuale (la "prima volta" di Mika).
Hiro la porta nel suo luogo preferito, in riva al fiume; sdraiati sull'erba gli fa osservare il cielo e lo scorrere dolce e tranquillo dell'acqua e gli dice: "ecco, io sono come il fiume, che scorre sempre avanti". In seguito il ragazzo compra due anellini e ne dona uno a Mika come pegno del loro eterno amore.
Però Saki è ancora molto possessiva nei confronti di Hiro: per vendicarsi ingaggia un gruppetto di ragazzi delinquenti per rapire Mika e violentarla a turno senza pietà. Hiro viene a sapere tutto e, mentre Mika è sotto le cure della sorella di lui Minako, va a cercare i balordi per punirli. Viene così a sapere ch'è stata tutta opera di Saki. La trascina davanti a Mika costringendola ad inginocchiarsi davanti a lei per chiederle perdono e, assieme a Minako, le taglia i capelli.
Non molto tempo dopo però, su tutte le lavagne della scuola appare il numero di cellulare di Mika con questa frase: "Sono disponibile per tutti, ogni notte sono pronta per voi". Hiro continua a proteggere la ragazza da questi tentativi di bullismo; lei gli assicura di non esser affatto pentita di stare assieme a lui. Poco dopo si scopre incinta.
Hiro si dimostra essere letteralmente entusiasta per l'avvenimento, molto più di quanto la stessa Mika potesse sperare: entrambi riescono ad ottenere il permesso dai genitori di tenere il bambino e provare a crescerlo insieme. Lui è pronto a cercarsi subito un lavoro per mantenere la ragazza che ama. Nonostante gli ancora notevoli dubbi e preoccupazioni della famiglia di lei, Mika si mostra ben determinata e sicura di sé.
Purtroppo a seguito di una caduta (era stata spintonata e aggredita da Saki) Mika ha un aborto spontaneo. Disperati, i due ragazzi costruiscono una specie di tomba per il loro bambino (doveva essere una femmina, gli viene detto) non nato in un angolo del giardino, promettendosi a vicenda di venire a visitare il luogo ogni anno il giorno dell'anniversario della morte della loro figlioletta.
Ma inaspettatamente, poco dopo l'inizio del secondo anno Hiro sembra prendere via via sempre più le distanze da Mika, fino a che non le dice chiaro e tondo che vuole rompere con lei; si fa anche vedere ubriaco mentre bacia un'altra ragazza. Questo si rivela un brutto colpo per Mika, la quale non riesce assolutamente a spiegarsi il motivo del comportamento tutto a un tratto così negativo di Hiro nei suoi confronti. Il ragazzo arriverà perfino in riva al fiume a gettarle via l'anello che aveva comprato; non frequenta più la scuola e sembra essere diventato un autentico asociale.
Ferita e delusa Mika non si dà pace: invitata dalle amiche a una festa per distrarsi incontra Yu, che si dimostra essere un ragazzo tranquillo e serio. Egli entra subito in sintonia con lei e comincia a corteggiarla gentilmente ma con insistenza. Lei rimane conquistata dalla maturità e senso di responsabilità di Yu (riuscirà perfino ad impedire che i genitori di Mika si separino a seguito di difficoltà economiche crescenti).
Il giorno della morte della figlia, il 24 dicembre, Mika trova Hiro a visitare la "tomba" secondo la promessa che si erano fatti l'anno prima: ha costruito un pupazzetto di neve e messo accanto un paio di guantini da neonato di lana. Nevica e fa freddo, ma Mika prova improvvisamente una sensazione fortissima di calore proveniente dal ragazzo: cerca di chiedergli ancora una volta spiegazioni riguardo alla loro rottura ma riceve solo risposte evasive. Sembra cambiato, strano, e indossa un largo berretto di lana che gli nasconde i capelli.
L'anno successivo, allo scadere dell'anniversario, come al solito Mika si presenta al luogo convenuto per ricordare la bambina che non sono riusciti ad avere; questa volta però non trova Hiro ad aspettarla, bensì Nozomu, il più caro amico e confidente del ragazzo. Davanti alla tomba, sotto la neve che cade copiosa anche quell'anno, Nozomu rivela a Mika che in realtà Hiro non l'ha davvero mai dimenticata e che l'ha lasciata solo per non farla soffrire ancor di più del tutto inutilmente. Difatti al ragazzo è stato diagnosticato un tumore maligno ed ha ancora poco tempo da vivere: per questo si è allontanato da lei, per non fargli pesare anche quella ulteriore disgrazia.
Mika abbandona allora Yu e corre immediatamente da Hiro, all'ospedale dove si trova ricoverato. Sconvolta e anche arrabbiata per il fatto ch'egli ha finto per tutto questo tempo di non amarla solo per garantirle un futuro felice con l'altro ragazzo (li aveva intravisti in biblioteca ridere allegramente), Mika gli ribadisce ancora una volta che solo l'amore di lui può davvero renderla felice nella vita. Hiro gli dirà di non essere più come il fiume, bensì di desiderare assomigliare al cielo: in questo modo dall'alto potrà sempre vegliare su di lei e seguirla e proteggerla ovunque ella vada.
La ragazza inizia così a visitarlo assiduamente, prendendosi anche un anno di vacanza dalla scuola per poter assistere meglio e prendersi cura di Hiro, il quale lentamente comincia un po' alla volta a mostrare segni di ripresa. La volontà di sopravvivere di Hiro, grazie alla vicinanza di Mika, si fa sempre più forte: ma durante un controllo di routine si verifica un'improvvisa complicazione e Hiro muore, dopo esser riuscito per l'ultima volta a parlare con Mika attraverso il telefono cellulare. Le sue ultime parole sono: "devi cercare di essere sempre felice".
Mika, incapace di sopportare il destino maligno che si è ancora una volta abbattuto su di lei cerca di suicidarsi gettandosi da un ponte, ma viene fermata dall'alzarsi in volo improvviso d'uno stormo di colombe bianche che si dirigono verso il cielo azzurro. L'oramai giovane donna interpreta questo fatto come un segno inviatole da Hiro. Leggendo il suo diario, consegnatole dalla sorella di lui, apprende che Hiro avrebbe voluto continuare a vivere attraverso di lei, la prima e sola ragazza che avesse mai amato.
Negli anni a venire Mika si troverà spesso a riflettere su quanto l'incontro con Hiro abbia cambiato in modo radicale la sua esistenza; e di come stia cercando con tutte le forze di vivere al meglio, felicemente, anche e soprattutto per lui perché lei sa, ne è convinta e certa, che Hiro continua (e continuerà sempre) a viver dentro di lei. Come una bellissima presenza che costantemente la sostiene ed aiuta.

## Personaggi e interpreti
- Mika Tahara (田原美嘉?, Tahara Mika), interpretata da Yui Aragaki.
È una normalissima studentessa di liceo che si innamora di Hiro; le esperienze vissute con lui gli daranno le sensazioni più belle che avesse mai vissuto fino a quel momento.
- Hiroki Sakurai (桜井弘樹?, Sakurai Hiroki), interpretato da Haruma Miura.
È un ragazzo con una cattiva fama, di carattere problematico e coi capelli tinti.
- Yū Fukuhara (福原優?, Fukuhara Yū), interpretato da Keisuke Koide.
È uno studente universitario della regione del Kansai che divien il fidanzato ed il sostegno emotivo di Mika dopo che questa è stata abbandonata da Hiro.
- Saki (咲?, Saki), interpretata da Asami Usuda.
È l'ex fidanzata di Hiro ma ancora possessivamente legata a lui, che arriverà a molestare Mika e perseguitarla fino a giungere alla vera e propria violenza fisica.
- Minako Sakurai (桜井ミナコ?, Sakurai Minako), interpretata da Karina Nose.
È la sorella maggiore di Hiro, diverrà una carissima amica per Mika.
- Nozomu (ノゾム?, Nozomu), interpretato Aoi Nakamura.
È il miglior amico di Hiro.
- Aya (アヤ?, Aya), interpretata da Haru.
È la migliore amica di Mika, si fidanzerà con Nozomu.
- Hirokazu Sakurai (桜井博一?, Sakurai Hirokazu), interpretato da Riuji Yamamoto.
È il padre di Hiro.
- Akemi Sakurai (桜井明美?, Sakurai Akemi), interpretata da Yumi Asō.
È la madre di Hiro.
- Katsuji Tahara (田原勝治?, Tahara Katsuji), interpretato da George Takahashi.
È il padre di Mika.
- Yasue Tahara (田原安江?, Tahara Yasue), interpretata da Yūko Asano.
È la madre di Mika.